# 龙卡多尔
龙卡多尔是巴西巴拉那州的一个市镇。总面积750.993平方公里，总人口12442人，人口密度16.6人/平方公里。